# Alide Dasnois
Alide Dasnois (sinh năm 1950) là một nhà báo và biên tập viên báo chí người Nam Phi.

## Giáo dục và sự nghiệp
Alide Dasnois học tại Trường nữ Herschel và hoàn thành bằng cử nhân kinh tế tại Đại học Cape Town. Cô có bằng thạc sĩ tại Sorbonne (Đại học Paris I - Panthéon Sorbonne) về Kinh tế Phát triển. 
Vào giữa những năm 1980, Alide Dasnois làm phiên dịch tại Paris. Năm 1988, cô chuyển đến đảo Reunion để làm việc cho Témoignages. Năm 1992, cô bắt đầu làm việc tại The Argus ở Cape Town, nơi cô chỉnh sửa phần kinh doanh trước khi trở thành trợ lý biên tập viên cho Tài chính cá nhân (Cape Town).
Năm 2001, Alide Dasnois chuyển đến Johannesburg và trở thành biên tập viên của Báo cáo kinh doanh, trước khi làm biên tập viên của tờ Pretoria News trong một năm 2006. Cô làm phó tổng biên tập tờ Cape Times từ tháng 12 năm 2006 đến tháng 4 năm 2009, khi cô trở thành nữ biên tập viên đầu tiên của Cape Times.

## Tranh cãi
Dasnois đã bị đuổi khỏi công việc là biên tập viên của Cape Times vào cuối tuần 6 tháng 12 năm 2013, ngay sau khi mua lại Cape Times bởi Sekunjalo Investments Limited. Để đối phó với những cáo buộc  rằng việc loại bỏ Alide Dasnois là để trả đũa cho một bài viết trong Cape Times  báo cáo phát hiện bởi các Protector Công gây phương hại đến Nhóm Sekunjalo, Chủ tịch điều hành Iqbal Survey đã đưa ra một thông cáo báo chí cho thấy việc loại bỏ của cô là vì "dưới hiệu suất" và thất bại trong "trách nhiệm ủy thác" của cô.
Việc cho nghỉ việc Dasnois và các mối đe dọa hành động pháp lý liên quan từ Sekunjalo đã gợi ra những tuyên bố ủng hộ cô và lo ngại về sự độc lập của biên tập viên tại Cape Times khỏi Index về kiểm duyệt, Liên đoàn nhà báo quốc tế, Trung tâm SA cho PEN International, Diễn đàn biên tập viên quốc gia SA, Viện Tự do bày tỏ và Chiến dịch Right2Know.